# Крепен Діатта
Крепен Діатта (фр. Krépin Diatta, нар. 25 лютого 1999) — сенегальський футболіст, півзахисник клубу «Монако».
Виступав, зокрема, за клуб «Сарпсборг 08», а також національну збірну Сенегалу.
Чемпіон Бельгії. Володар Суперкубка Бельгії.

## Клубна кар'єра
Народився 25 лютого 1999 року. Вихованець Футбольної академії Осло.
У дорослому футболі дебютував 2017 року виступами за команду «Сарпсборг 08», в якій того року взяв участь у 22 матчах чемпіонату. Більшість часу, проведеного у складі «Сарпсборга 08», був основним гравцем команди.
До складу «Брюгге» приєднався 2018 року. Станом на 11 липня 2019 року відіграв за команду з Брюгге 21 матч в національному чемпіонаті, забивши 1 гол.

## Виступи за збірні
З 2017 року залучався до складу молодіжної збірної Сенегалу. На молодіжному рівні зіграв у 19 офіційних матчах, забив 7 голів.
У 2017 році в складі молодіжної збірної Сенегалу Діатто взяв участь в молодіжному Кубку Африки в Замбії. На турнірі він зіграв в матчах проти команд Гвінеї, Замбії, Судану, ПАР і Камеруну. У поєдинках проти південноафриканців і камерунця Крєпін забив по голу.
У тому ж році Діатто взяв участь у молодіжному чемпіонаті світу в Південній Кореї. На турнірі він зіграв в матчах проти команд Саудівської Аравії, США і Еквадору.
2019 року дебютував в офіційних матчах у складі національної збірної Сенегалу.
У складі збірної був учасником Кубка африканських націй 2019 року в Єгипті. У першому матчі проти Танзанії він забив гол на 64-й хвилині, а команда здобула перемогу 2-0.
У складі збірної був учасником чемпіонату світу 2022 року у Катарі.
| Дата       | Місто            | Господарі        | Результат  | Гості            | Турнір                                      | Голи | Примітки |
| ---------- | ---------------- | ---------------- | ---------- | ---------------- | ------------------------------------------- | ---- | -------- |
| 23-3-2019  | Дакар            | Сенегал          | 2 – 0      | Мадагаскар       | Відбір до Кубка африканських націй 2019     | -    | 75'      |
| 26-3-2019  | Дакар            | Сенегал          | 2 – 1      | Малі             | товариський матч                            | -    | 46'      |
| 16-6-2019  | Ісмаїлія         | Сенегал          | 1 – 0      | Нігерія          | товариський матч                            | -    |          |
| 23-6-2019  | Каїр             | Сенегал          | 2 – 0      | Танзанія         | Кубок африканських націй 2019 - 1-й етап    | 1    |          |
| 1-7-2019   | Каїр             | Кенія            | 0 – 3      | Сенегал          | Кубок африканських націй 2019 - 1-й етап    | -    | 80'      |
| 5-7-2019   | Каїр             | Уганда           | 0 – 1      | Сенегал          | Кубок африканських націй 2019 - 1/8 фіналу  | -    | 69'      |
| 10-7-2019  | Каїр             | Сенегал          | 1 – 0      | Бенін            | Кубок африканських націй 2019 - чвертьфінал | -    | 89'      |
| 14-7-2019  | Каїр             | Сенегал          | 1 – 0 д.ч. | Туніс            | Кубок африканських націй 2019 - Півфінал    | -    | 68'      |
| 19-7-2019  | Каїр             | Сенегал          | 0 – 1      | Алжир            | Кубок африканських націй 2019 - Фінал       | -    | 59'      |
| 10-10-2019 | Сінгапур         | Бразилія         | 1 – 1      | Сенегал          | товариський матч                            | -    |          |
| 13-11-2019 | Тієс             | Сенегал          | 2 – 0      | Республіка Конго | Відбір до Кубка африканських націй 2021     | -    |          |
| 17-11-2019 | Манзіні          | Есватіні         | 1 – 4      | Сенегал          | Відбір до Кубка африканських націй 2021     | -    |          |
| 9-10-2020  | Рабат            | Марокко          | 3 – 1      | Сенегал          | товариський матч                            | -    | 43' 85'  |
| 11-11-2020 | Тієс             | Сенегал          | 2 – 0      | Гвінея-Бісау     | Відбір до Кубка африканських націй 2021     | -    | 90+2'    |
| 15-11-2020 | Бісау            | Гвінея-Бісау     | 0 – 1      | Сенегал          | Відбір до Кубка африканських націй 2021     | -    |          |
| 26-3-2021  | Браззавіль       | Республіка Конго | 0 – 0      | Сенегал          | Відбір до Кубка африканських націй 2021     | -    |          |
| 30-3-2021  | Дакар            | Сенегал          | 1 – 1      | Есватіні         | Відбір до Кубка африканських націй 2021     | -    |          |
| 5-6-2021   | Дакар            | Сенегал          | 3 – 1      | Замбія           | товариський матч                            | 1    |          |
| 8-6-2021   | Тієс             | Сенегал          | 2 – 0      | Кабо-Верде       | товариський матч                            | -    |          |
| 7-9-2021   | Браззавіль       | Республіка Конго | 1 – 3      | Сенегал          | Відбір до ЧС 2022                           | -    | 61'      |
| 9-10-2021  | Тієс             | Сенегал          | 4 – 1      | Намібія          | Відбір до ЧС 2022                           | -    | 50'      |
| 11-11-2021 | Ломе             | Того             | 1 – 1      | Сенегал          | Відбір до ЧС 2022                           | -    | 76'      |
| 14-11-2021 | Тієс             | Сенегал          | 2 – 0      | Республіка Конго | Відбір до ЧС 2022                           | -    |          |
| 24-9-2022  | Орлеан           | Болівія          | 0 – 2      | Сенегал          | товариський матч                            | -    | 74'      |
| 27-9-2022  | Марія Енцерсдорф | Сенегал          | 1 – 1      | Іран             | товариський матч                            | -    | 76'      |
| 21-11-2022 | Доха             | Сенегал          | 0 – 2      | Нідерланди       | ЧС 2022 - 1-й раунд                         | -    | 74'      |
| 25-11-2022 | Доха             | Катар            | 1 – 3      | Сенегал          | ЧС 2022 - 1-й раунд                         | -    | 64'      |
| Усього     |                  | Матчів           | 28         |                  | Голів                                       | 2    |          |

## Титули і досягнення
- Чемпіон Бельгії (2):

«Брюгге»: 2017-18, 2019–20
- Володар Суперкубка Бельгії (1):

«Брюгге»: 2018
- Срібний призер Кубка африканських націй: 2019